# 小行星4307
小行星4307（4307 Cherepashchuk）是一颗绕太阳运转的小行星，为主小行星带小行星。该小行星于1976年10月26日发现。

## 轨道参数
小行星4307的轨道半长轴为2.4124776 UA，离心率为0.078。